# Heteropoda veiliana
Heteropoda veiliana är en spindelart som beskrevs av Embrik Strand 1907. Heteropoda veiliana ingår i släktet Heteropoda och familjen jättekrabbspindlar. Inga underarter finns listade i Catalogue of Life.